# Björn Kirschniok
Björn Kirschniok es un actor alemán, más conocido por haber interpretado a Tom Friese en la serie SOKO Wismar y a Heiko Ehrich en la serie 112 - Sie retten dein Leben. 

## Carrera
En 2004 se unió al elenco principal de la popular serie policíaca alemana SOKO Wismar, donde interpretó al sargento Tom Friese hasta 2006. En 2008 se unió al elenco de la serie 112 - Sie retten dein Leben, donde dio vida al jefe de la policía Heiko Ehrich.

## Filmografía

### Series de televisión
| Año         | Serie                       | Personaje    | Notas                |
| ----------- | --------------------------- | ------------ | -------------------- |
| 2008        | 112 - Sie retten dein Leben | Heiko Ehrich | 34 episodios         |
| 2003 - 2006 | Das Duo                     | Lars Rothe   | 6 episodios          |
| 2004 - 2006 | SOKO Wismar                 | Tom Friese   | 32 episodios         |
| 2001        | Mein Leben & ich            | Frank        | episodio "Die Liste" |

### Películas
| Año  | Título           | Personaje | Notas |
| ---- | ---------------- | --------- | --- |
| 2006 | Confession       | Attesor   | junto a Marcel Miller                                                                                       |
| 2001 | Wilder Hafen Ehe | Elian     | junto a Daniel Friedrich, Katharina Müller-Elmau, Karsten Speck, Kristin Derfler & Johanna-Christine Gehlen |
| 2000 | Harte Jungs      | Kai       | junto a Luise Helm, Mina Tander, Nicky Kantor & Tom Lass                                                    |